# Stylops packardi
Stylops packardi är en insektsart som beskrevs av Pierce 1909. Stylops packardi ingår i släktet Stylops och familjen stekelvridvingar. Inga underarter finns listade i Catalogue of Life.